# Clonfert
Clonfert (irisch Cluain Fearta) ist ein kleines Dorf im Osten des County Galway, in Irland. Es liegt zwischen Ballinasloe und Portumna.
Bekannt ist der Ort vor allem für seine architektonisch bedeutsame Kathedrale. Clonfert ist ursprünglicher Sitz der Diözese Clonfert. Diese ist mit 24 Kirchspielen heute die kleinste in Irland.

## Etymologie
Cluain Fearta bedeutet „Grabeswiese“ (cluain = Wiese, feart = Grab, Tumulus). Eine ältere irische Namensform ist Cluain Fearta Bréanainn,  „Grabeswiese des  heiligen Brendan“.
Das Wort feart wird im Irischen daneben auch im Sinne von „Wunder“ verwendet, somit wird oft die Übersetzung „Wiese des Wunders“ angegeben.

## Kathedrale von Clonfert

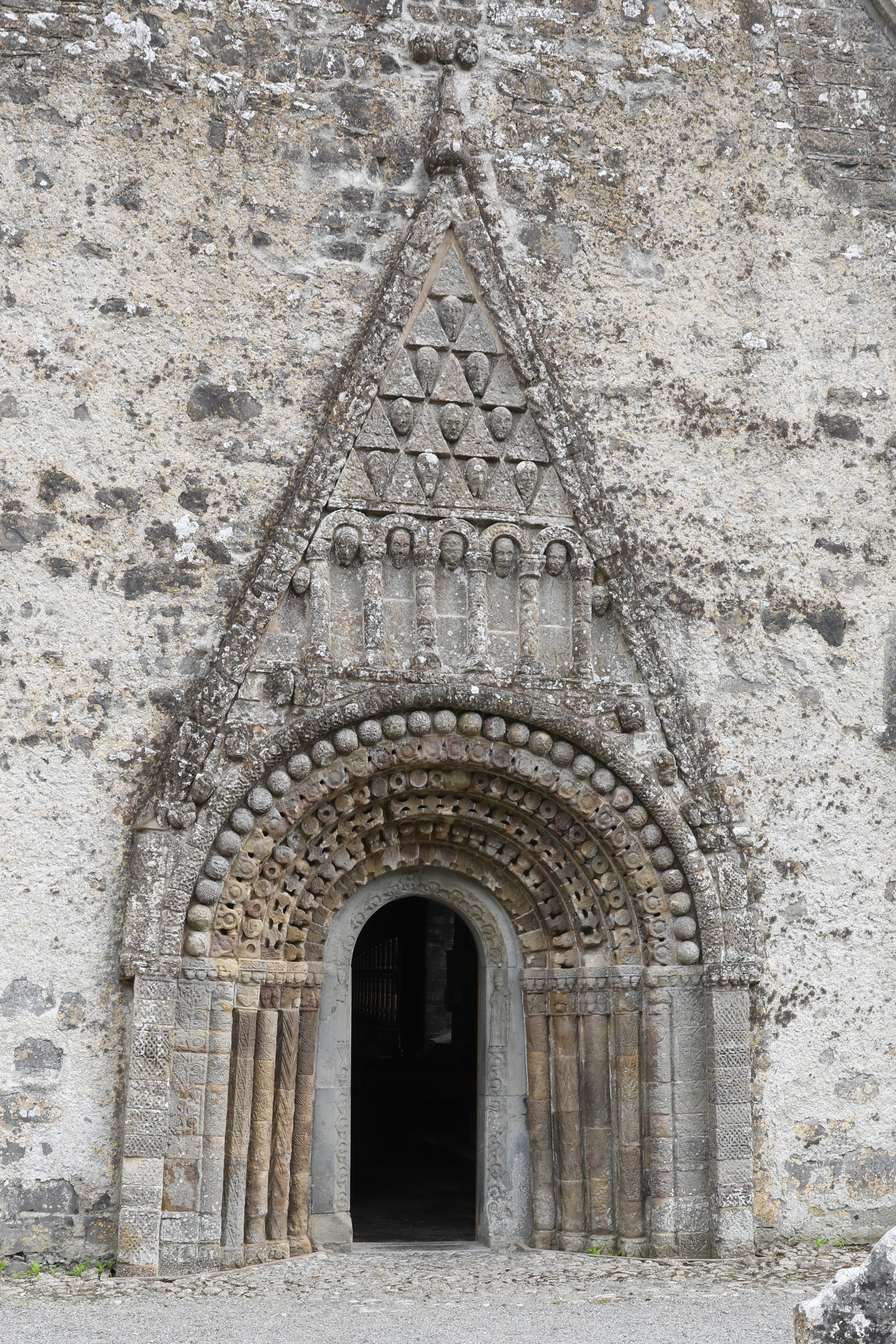
Das berühmte Portal von Clonfert

Die ältesten Teile der heutigen Kathedrale datieren aus dem 12. Jahrhundert und zählen zur irischen Spätromanik. Darunter fällt das Ostfenster. Der mit Engeln, einer Meerjungfrau und Rosetten dekorierte Chorraumbogen und die verzierten Bögen der Seitenschiffe stammen aus dem 15. Jahrhundert.
Das Portal aus fünf gestaffelten und ornamentierten Halbsäulen und den sechs Bögen unter dem dreieckigen Tympanon mit Têtes coupées macht die kleine Kathedrale von zu einem Höhepunkt des Irisch-Romanischen Baustils in Irland.
Auf dem Friedhof bei der Kathedrale steht ein Hochkreuz, das zwar nicht alt ist, aber im Stil der alten Kreuze gehalten wurde.

## Geschichte
Gegründet wurde der Vorläufer dieser Kirche im Osten des County Galway nahe dem Shannon und unweit von Clonmacnoise von St. Brendan (dem Seefahrer), im Jahre 577, auf dem Land des Clans der Hy Many oder O’Kelly.
Auf seinem Höhepunkt soll die Schule von Clonfert 3000 Mönchen eine Ausbildung gewährt haben. Clonfert wurde auf der Synode von Rathbreasail im Jahre 1111 zum Zentrum einer Diözese ausgewählt. Dies wurde 1152 auf der Synode von Kells-Mellifont bekräftigt, als Clonfert zur Erzdiözese Tuam kam. 1175 war Abt Concors einer derjenigen, die von König Roderick O’Connor nach Windsor geschickt wurden, um den Vertrag von Windsor abzuschließen. Durch ihn gab Roderick das Zepter ab und das Königreich Irland auf. Im 12. Jahrhundert wurde von Turlough O’Connor und St. Malachy, das Augustinerkloster St. Mary de Porto Puro bei Clonfert gegründet.
1152 (nach anderen Quellen 1161) wurde Peter Ó Mordha der Abt von Boyle Abbey hier neuer Abt. Er ließ 1167 die große Kathedrale errichten. Er ertrank 1172 im Shannon auf dem Weg zur Synode von Cashel. 1266, so berichten die Annalen von Lough Ce wurde ein gewisser John (Johannes) von Rom als Bischof geschickt um in Clonfert zu residieren. Wegen der Sanktionen der engl. Krone konnte er ohne die Hilfe von Walter de Burgo, dem Earl von Ulster, aber nicht eingeführt werden. Also wurde er im englischen Athenry zum Bischof von Clonfert geweiht. Später wurde er zum päpstlichen Nuntius ernannt. Ein Brief von Johannes XXI. (1276) ermächtigt ihn, die Steuer für die Kreuzzüge einzusammeln. John war einer der wenigen italienischen Prälaten, der je in Irland ernannt wurde. Er war ein großer Wohltäter seiner Kathedrale und soll die Statuen und Schnitzereien gestiftet haben, die das Westende der Kathedrale zieren. Nachdem er Clonfert 30 Jahre geführt hatte, wurde er 1296 vom Papst zum Erzbischof von Benevento in Italien ernannt.

## Anekdote
Dass der altkeltische Baumkult in Irland noch gegenwärtig ist, zeigt ein mit bunten Bändern und Accessoires geschmückter Wunschbaum, der nah bei der Kathedrale und einer Cloutie Well im Wald steht.
|  |  |  |  |